# Croton subglaber
Croton subglaber är en törelväxtart som beskrevs av Karl Moritz Schumann. Croton subglaber ingår i släktet Croton och familjen törelväxter. Inga underarter finns listade i Catalogue of Life.